# Sphaerodactylus argivus
Sphaerodactylus argivus este o specie de șopârle din genul Sphaerodactylus, familia Gekkonidae, descrisă de Garman 1888.

## Subspecii
Această specie cuprinde următoarele subspecii:
- S. a. argivus
- S. a. bartschi
- S. a. lewisi

## Galerie

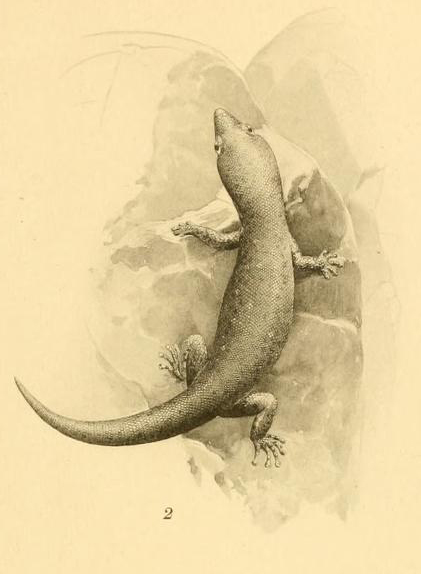
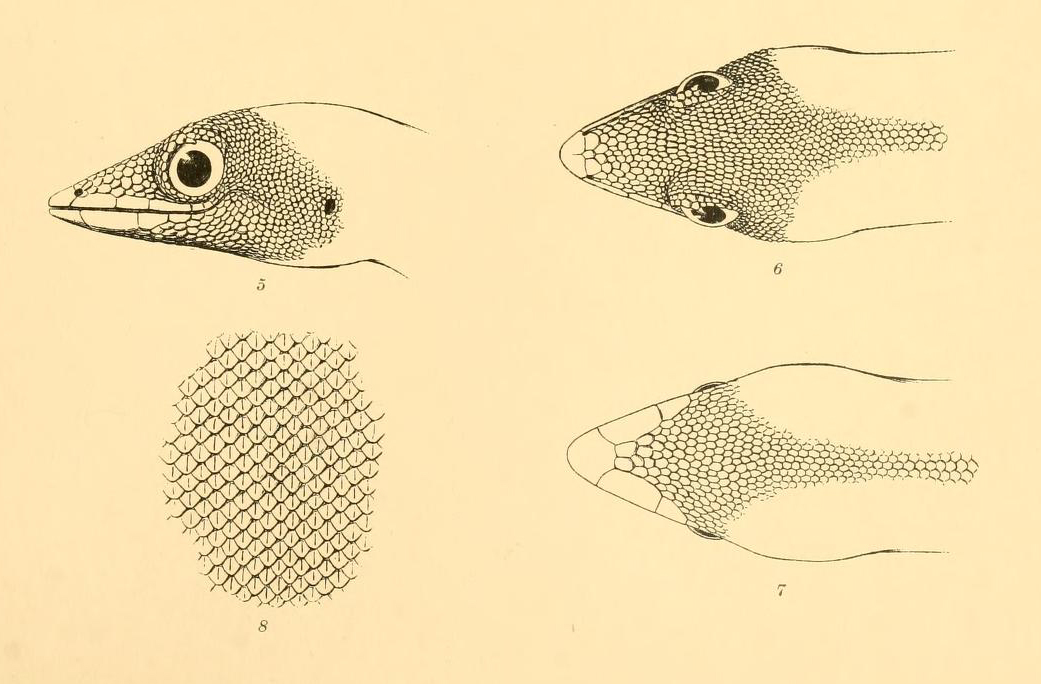